# ローレンス・ハルプリン
ローレンス・ハルプリン（Lawrence Halprin、1916年7月1日 - 2009年10月25日）は、アメリカ合衆国の造園家、ガーデンおよび環境デザイナー、ランドスケープ・アーキテクト。
ダンサーで、サンフランシスコ・ダンサーズ・ワークショップを主宰し妻であるアンナ・ハルプリンとともに、公的な空間と利用者との相互関係に視点を当て、噴水広場やアメニティに配慮した公園や歩行者空間・エクステリア空間などのデザインを行った。
また、1960年代から、今日のワークショップをデザイン教育、住民の体験を基にする市民協働まちづくりの分野へ取り入れるといった手法も実践した。

## 生涯
ニューヨークのブルックリン生まれのユダヤ系。祖父はロシアからの移民で、父親は科学機材の輸出会社を経営し、母親は女性シオニストの全国組織の世話役で、ユダヤ人会アメリカ支部議長などをつとめていた。
高校から大学進学までの1933年から1936年までの3年間は、イスラエルのギブツに在住し、1939年にコーネル大学に進学し植物学を専攻。卒業後はさらにウィスコンシン大学大学院園芸学科に進学し、1941年修士課程を修了した（このころ、アンナと出会う。）。
奨学金を得て、1942年にハーバード大学デザイン大学院に進学、建築家ヴァルター・グロピウス、造園家クリストファー・タナードに学ぶかたわら、タナードらと東海岸地域の環境計画にかかわる活動家の交流機関紙の編集協力をしている。1943年には海軍に召集され、沖縄戦に出陣、乗り込んでいた駆逐艦が特攻隊の攻撃によって沈没するが、九死に一生を得る。
1944年に修士課程を修了し、1945年には海軍も除隊。ウィリアム・ウースターの紹介でトーマス・チャーチの設計事務所に4年間つとめ、チャーチ、ジョージ・ロックライズらとダーネル邸庭園を担当した後、独立する。
日本でもスケッチ集が1982年に出版されている。内外あわせて50もの賞を受賞している。 日本では、上山良子が彼の事務所に在籍していた。著書に、都市環境の演出（伊藤ていじ 訳　彰国社　1970年）などがある。
2009年10月25日、老衰のため死去。93歳没。

## 代表的作品
- ブエナ・ビスタ・スクエアガーデン、サンフランシスコ
- ハス・ガーデン、サンフランシスコ・ベイエリア
- ケイギル・ガーデン、サンフランシスコ・ベイエリア
- セントルイス・'horsehead'噴水計画
- イリノイ州ノースウェスト・プラザのオークブルック・センターのエクステリア。戦後発展した郊外ショッピングプラザのひとつ。
- ワシントン州エヴェレット市再生計画　1970年から
- オールド・オーチャード・ショッピングセンター、イリノイ州オークブルック（担当ドン・カーター、ローブル・シュロスマン・アンド・ベネット、ウースター・ベルナルティ・アンド・エモンズ、リチャード・ビクドロ、ジョン・マッティアスらと）
- ギラデリースクエア、サンフランシスコ　1962年から1965年
- レヴィ＝ストローズ・プラザ　　カリフォルニア州サンフランシスコ 1980年
- ウォルター・アンド・エリーゼ・ハス・プロムナード、エルサレム　1984年から1985年
- 御殿山ヒルズ基本構想　1986年
- ユナイテッド・ネーション・プラザ、サンフランシスコ
- ニコレットモール、ミネアポリス　1967年　現在は大幅改修されている。
- ライブラリータワーの階段「Banker Hill Step」、ロサンゼルス
- フランクリン・デラーノ・ルーズヴェルト・メモリアル・パーク（FDR Memorial）ワシントンD.C.　1974年から
- ケントフィールド・ダンス・デッキ
- シアトル・フリーウェイ・パーク・カスケード（担当アンジェラ・ダナジーファー、エドワード・マックロード・アンド・アソシエイツと）1966年提案、1970年から1976年
- リーバイス・プラザ　（HOK、ハワード・フリードマンらと）1982年 　カリフォルニア州サンフランシスコ
- マックインタイア・ガーデン
- シーランチ・コンドミニアム カリフォルニア州北部（土地開発業者・アルフレッド・ポーク、オーシャニック・プロパティ社、ジョセフ・セリック、チャールズ・ムーア＋ムーア・リンドン・ターンブル・ホワイテーカー事務所らと）、事前調査からマスタープラン・建築ガイドライン等作成まで。1965年から
- ポートランドの広域再開発計画、ペディグローブ・パーク、ラブジョイ・ファウンテン・プラザ、オーデトリアム・フォワコート・ファウンテン、ペデストリアン・モール（サトル・ニシダ担当、アンジェラ・ダナジーファー、チャールズ・ムーア＋ムーア・リンドン・ターンブル・ホワイテーカー事務所らと）1961年から1968年
- エンバルカデロ･プラザ　サンフランシスコ（ジョン・ボレス、マリオ・シアンピらと ）1971年
- ハリディー・プラザ　1966年　カリフォルニア州サンフランシスコ
- マンハッタン・スクウェア・パーク
- スカイライン・パーク　コロラド州デンバー
- ヨセミテ滝・ヨセミテ国立公園観光開発計画・新アプローチプラン、カリフォルニア、2005年
- カスケードプラザ・インナーベルト高速道路　オハイオ州アクロン
- グリーンビル大通りのランドスケープ、サウスカロライナ
- ヤコブ・リース・プラザ　ニューヨーク市
- レターマン・デジタル・アーツセンター、カリフォルニア州サンフランシスコ
- 河岸公園、ミシガン州フリント
- マンハッタン・スクエア・パーク　滝、遊び場、スケートリンクがあるロチェスター5エーカーの都市公園　ニューヨーク、1975年
- シャーロッツビルのダウンタウン・モール、1976年、ヴァージニア州
- セントラルスクエア　スプリングフィールド
- スターン・グローブ円形劇場、カリフォルニア州サンフランシスコ 2005年